# Say (песня Джона Мейера)
«Say» — песня американского рок-музыканта и автора песен Джона Мейера с его второго студийного альбома Continuum (2006). Песня была написана самим певцом и получила платиноввый статус RIAA. Удостоена Грэмми в категории Лучшее мужское вокальное поп-исполнение (2009), в 4-й раз в этой номинации.

## История
«Say» была написана Джоном Мейером для фильма «Пока не сыграл в ящик» с участием голливудских суперзвёзд Джека Николсона и Моргана Фримена, персонажи которых познакомились в больнице, оказавшись перед неминуемой смертью и решившие «оторваться» на все сто.
Песня получила положительные отзывы музыкальной критики и интернет-изданий, например журнал Billboard назвал её «ритмичной, сладостно-горькой балладой». В США "Say" досигл № 12 в  мае 2008 года в хит-параде Billboard Hot 100 и № 8 в цифровом чарте Hot Digital Songs, превысив показатель его дебютного сингла "No Such Thing", став его наивысшим показателем в Hot 100. Сингл был сертифицирован в платиновом статусе  RIAA, благодаря тиражу более 2 млн копий в США. Он также достиг № 17 в поп-чарте Pop 100 и № 6 в радиоэфирном чарте Hot Adult Top 40 Tracks.
В 2009 году песня получила премию Грэмми в категории Лучшее мужское вокальное поп-исполнение и номинацию в категории Best Song Written for a Motion Picture, Television or Other Visual Media. Премия ASCAP Awards от Американского общества композиторов, авторов и издателей (ASCAP) в категории Most Performed Songs.

## Чарты
| Чарт (2007-08)                      | Высшая позиция |
| ----------------------------------- | -------------- |
| Австралия Australian Singles Chart  | 47             |
| Канада Canada (Canadian Hot 100)    | 27             |
| США US Billboard Hot 100            | 12             |
| США US Billboard Mainstream Top 40  | 25             |
| США US Billboard Adult Top 40       | 6              |
| США US Billboard Adult Contemporary | 3              |